# Сподња Сливница
Сподња Сливница (словен. Spodnja Slivnica познате и као Долења Сливница) је насеље у општини Гросупље у централној Словенији покрајина Долењска. Општина припада регији Средишња Словенија.
Налази се на надморској висини 363,7 м, површине 4,73 км². Приликом пописа становништва 2002. године насеље је имало 462 становника.

## Културно наслеђе
Локална црква је посвећена Светом Перу и Павлу припада парохији Гр5осупље. Црква датира из друге четвртине 16. века.